# Gerhard Fezer
Gerhard Fezer (* 29. Oktober 1938 in Tuttlingen; † 15. August 2014 in Hamburg) war ein deutscher Rechtswissenschaftler und Hochschullehrer an der Universität Hamburg.

## Leben und Wirken
Fezer nahm 1958 an der Universität Tübingen ein Studium der klassischen und deutschen Philologie auf. In Tübingen wurde er 1959 Mitglied der Studentenverbindung Normannia. Er wechselte 1961 zum Fachbereich Rechtswissenschaften. Dieses Studium beendete er 1965 mit dem Ersten Juristischen Staatsexamen in Tübingen, 1968 folgte das Zweite Staatsexamen. Anschließend arbeitete er zunächst als Richter am Landgericht Tübingen, bevor sich 1969 als Assistent von Jürgen Baumann wieder seiner akademischen Karriere widmete. Unter Baumann promovierte Fezer 1970 zum Dr. iur. und war anschließend als Staatsanwalt an das Bundesjustizministerium abgeordnet. 1974 schloss er in Tübingen sein Habilitationsverfahren ab und erhielt die Venia legendi für die Fächer Strafrecht, Strafprozessrecht und Zivilprozessrecht.
Anschließend war Fezer kurzzeitig als Dozent in Tübingen tätig, bevor er 1976 einen Ruf der Universität Münster annahm. 1978 wechselte er auf den Lehrstuhl für Strafrecht und Strafprozessrecht der Universität Hamburg, den er bis zu seiner Emeritierung 2004 innehatte. Seit 1981 war zudem Richter im Nebenamt am Hanseatischen Oberlandesgericht Hamburg.
Fezer widmete sich in seinen Werken insbesondere dem Strafprozessrecht. Hierin galt sein besonderes Augenmerk vor allem dem Revisionsrecht; seine Habilitationsschrift gilt als Standardwerk zu diesem Thema. Zudem entwickelte Fezer eine eigene Lehre zu den strafprozessualen Beweisverwertungsverboten. Er galt als Verfechter eines liberal-rechtsstaatlichen Strafprozessrechtsdenkens.

## Schriften (Auswahl)
- Die Funktion der mündlichen Verhandlung im Zivilprozeß und im Strafprozeß. Mohr Siebeck, Tübingen 1970 (Dissertation).
- mit Jürgen Baumann: Beschleunigung des Zivilprozesses: Eine Synopse der Vorschläge mit kritischen Anmerkungen. Mohr Siebeck, Tübingen 1970.
- Die erweiterte Revision – Legitimierung der Rechtswirklichkeit? Mohr Siebeck, Tübingen 1974, ISBN 3-16-635901-X.
- Möglichkeiten einer Reform der Revision in Strafsachen. Mohr Siebeck, Tübingen 1975, ISBN 3-16-636832-9 (Habilitationsschrift).
- Grundfragen der Beweisverwertungsverbote. C.F. Müller, Heidelberg 1995, ISBN 3-8114-5495-1.
- mit Wolfgang Wohlers: Strafprozeßrecht. 2. Auflage. C.H, Beck, München 1995, ISBN 3-406-39926-6.